# 尋秦記
《尋秦記》是作家黃易的一部以第三人稱寫成的穿越小說，並將科幻素材融入武俠故事。整部小說共有25卷（其後出了修訂珍藏版，共有6本，刪除大量情色情節），小說先後於2001年及2018年被改編為電視連續劇及網絡劇。

## 故事大纲
故事講述某特種部隊的精英軍人項少龍，奉命參與時光機器的科學實驗回到二千多年前戰國時期秦王嬴政登基當年，中途發生意外爆炸，而被送回嬴政登基前五年的趙國。被美蠶娘救起的項少龍，在知道自己所處的時代後，計劃藉著自己的歷史知識找尋尚被扣為質子的嬴政，協助他登上帝位，也因此開啟了他傳奇冒險的生活。
在戰國時代的環境，項少龍憑其特種部隊之專業所長，及所学现代知識，頻頻化險為夷。項少龍在尋找質子嬴政時，發現嬴政已於戰亂中死去，遂以自己的徒弟——受故人所托的孤兒公子趙盤頂替，並且在扶助小盤的過程中，逐步牽引著歷史的行進。趙盤亦不負所望滅六國統一天下，建立了一個空前的大一統帝國，並按項少龍當初所言，自稱「始皇帝」。
當趙盤除去呂不韋及嫪毐等敵對勢力，獨掌秦國軍政大權後，唯恐身世被人查出，於是親自率軍追殺項少龍。最終趙盤在發現生母妮夫人衣冠塚後，念及昔日師徒之情對項少龍網開一面。為杜絕後世提及項少龍事蹟，趙盤聽從李斯的建議，在統一天下後實行「焚书坑儒」。

## 人物簡介

### 主角
- 項少龍

書中主角，從廿一世紀被送到戰國時期，憑著比當時進步二千年的知識和價值觀，往往能化險為夷。為人頗好色，但後期有所收歛。有情有義，故一方面能結交生死之交（如龙阳君），另一方面又因過於重情而時常錯信別人而險遭背叛及毒手（如韓闖、李園）。他促成小盤成為秦國君主，但小盤亦因此對項少龍有所猜忌。

### 結拜兄弟
項少龍排行第三。
- 烏卓 - 排行老大，烏氏倮的義子，烏家最強戰士。
- 滕翼 - 排行老二，项少龙的结拜兄弟。和他多次出生入死，只为了一个“義”字。
- 王翦 - 排行老四，秦国將軍，為史實人物。與項少龍同得太傅一職。其後與項等人結為兄弟，並自薦守衛邊疆。
- 荊俊 - 排行老五，項少龍的另一结拜兄弟。身手敏捷，精於打探情報。

### 妻婢
- 紀嫣然 - 越國遺族，外號紀才女，與琴清並為當代絕色，為魏國三大劍客之一，並以槍聞名，文武雙全，思想獨立超然，後來出任小盤的太傅。又因龍出渭水，攔途獻書，宣讀政改，獲封女師稱號。
- 烏廷芳 - 烏應元之女，性格天真活潑。
- 趙致 - 善柔之妹，為趙霸收留。一直在趙穆府中訓練歌姬並為善柔作接應。
- 琴清 - 外號寡婦清，與項少龍同為秦嬴政的太傅，超然脫俗，嚴謹守禮。
- 田貞、田鳳 - 越國孖生姐妹，本為趙穆的寵姬，後轉送給假扮為董匡的項少龍。

### 子
- 項寶兒 - 項少龍養子，生父母為滕翼與善蘭。由於項少龍穿越時空後喪失生育能力，故領滕翼第二子為繼子，取名寶兒。後更名為項羽，日後推翻秦朝威震天下。

### 烏家

#### 主人
- 烏氏倮 - 烏家的原主人。因有秦人血統而被趙王猜忌，在趙王派軍攻打烏家堡之際殿後，掩護項少龍等人撤退，自己留下力抗趙國大軍，最终于烏家堡戰死。
- 烏應元 - 烏氏倮之子，項少龍與烏廷芳結婚後為其岳父，為人精明幹練，待項少龍如親子。
- 烏應恩 - 烏應元之三弟，因愛好富貴榮華的生活而不願跟隨家族到北方，更一度成為秦王的臥底。
- 烏廷威 - 烏應元之子，烏廷芳之兄，縱情酒色，驕縱成性，最後因想出賣烏家而被烏應元處死。

#### 僕人
- 連晉 - 管中邪師弟，綽號紅纓公子，儀表及劍術均不凡，與項少龍為爭烏廷芳而決鬥於趙宮，最後被項少龍所殺。
- 陶方 - 烏家十二僕從之一，不知自己為哪一國人，流落街頭之際為烏家前代主人收養，因此對烏家忠心耿耿。於桑林村市集發掘項少龍並將其帶入烏家。
- 武黑 - 烏家十二僕從之一，原本最受烏氏倮器重，引薦連晉進烏家，連晉敗在項少龍手下後，被烏氏倮逐出家門，手下全被移交給陶方與項少龍。
- 鐵塔 - 陶方手下臂力最強的勇士。
- 李善 - 陶方手下的文官，事實上是趙王在烏家的眼線之一。
- 竇良 - 陶方手下的保鑣頭子，事實上是灰鬍在陶方陣營的眼線。
- 巨熊 - 烏廷威手下勇士之一。身材高大，曾受烏廷威之命攻擊項少龍，反被項少龍以雙膝連環破擊倒。

#### 十八鐵衛
是項少龍自五千人中經嚴格挑選的親衛，包括烏族十人和荊氏獵手六人，其他兩人分別來自蒲布一夥和紀嫣然的家將。
- 烏果 - 周薇的丈夫，烏家鐵衛裡的頭領級家將。因體型與項少龍相似，又擅長模仿別人，故多次化妝為項少龍執行重要任務。
- 烏言著 - 項少龍十八鐵衛之一，以冷靜多智見稱，深受項少龍信賴。
- 烏舒 - 項少龍十八鐵衛之一，同以冷靜多智見稱。
- 烏德 - 項少龍十八鐵衛之一。
- 烏光 - 項少龍十八鐵衛之一。
- 烏達 -項少龍十八鐵衛之一。曾經跟著項少龍追擊田單到楚國,因為遭到杜壁的手下白飛攻擊,一度心臟停止跳動,但給項少龍用現代急救法給救回。
- 荊善 - 原為荊家村的族人，後來跟隨荊俊和項少龍，更因為本領好而成為項少龍十八鐵衛之一。
- 荊別離 - 項少龍十八鐵衛之一。
- 荊奇 - 項少龍十八鐵衛之一。
- 丹泉 - 項少龍十八鐵衛之一，原屬劉巢及蒲布系統的家將。

### 趙國人物

#### 皇室
- 趙孝成王 - 赵国國君，昏庸無能，先後重用奸臣趙穆和郭開。雙性戀。
- 韓晶 - 趙國太后。原為韓國王室，作為政治交易的一部份被嫁給趙孝成王，以便促成三晉合一。孝成王死後成為趙國的掌權人，寵信郭開等奸佞。
- 趙雅 - 趙王之妹，雅夫人，趙括的遺孀，因為遇上了項少龍而有了人生的重大變化。與項少龍兩情相悅，但她生性浪蕩又人盡可夫，曾多次幫助項少龍，但在趙穆的淫威下而出賣了項少龍。雖然兩次出賣了項少龍，但項少龍始終無法恨她，最後病死在項少龍的懷裏。有婢女小昭、小美、小紫和小玉四人。
- 趙妮 - 趙國一代名將趙奢的兒媳婦，與趙雅為妯娌，趙盤（嬴政）之生母，非常守禮。後與項少龍兩情相悅，但在其出使魏國期間被趙穆姦淫，受辱後悲憤交集，為洗雪恥辱，用刀自盡而亡。
- 趙倩 - 趙國三公主（趙孝成王庶出女），性格温柔婉靜，出嫁魏國時由項少龍為護嫁將軍而與之結識，愛上項少龍並發生關係。後與項少龍同赴秦国，最後與其出使六國過程中，于紅松林一役，和春盈四婢被燕韓兩國和呂不韋埋伏之人一併射殺。有婢女翠绿和翠桐二人。

#### 政要
- 趙穆 - 趙孝成王的男人，平原君趙勝死對頭，楚国春申君第五子，擅於用藥及虐殺女人。被封為巨鹿侯。後被假扮馬癡董匡的項少龍等人設計擒回秦國，並被時為秦國儲君的趙盤殺死。
- 郭開 - 和樂乘為趙穆的左右手，一文一武，扳倒趙穆後取而代之，為人奸詐狡猾又心機深沈，三番兩次欲刺殺項少龍。
- 樂乘 - 和郭开為趙穆的左右手，一文一武，曾任邯鄲城守。同時與趙穆和孝成王勾結，並夥同趙穆奸殺舒兒。後被假扮馬癡董匡的項少龍等人設計所殺。
- 平原夫人 - 平原君之妻，魏國信陵君的姐姐。曾與信陵君合謀引誘項少龍刺殺魏安僖王。與平原君育有一子少原君。
- 少原君 - 平原夫人之子。因素女一事和項少龍交惡。在出使魏國期間欲令趙倩失貞嫁禍項少龍，被項少龍識破，重要部位被踢至重傷。
- 劉巢 - 少原君三大家將，後因不恥少原君行為，轉而投靠項少龍。
- 蒲布 - 少原君三大家將，後因不恥少原君行為，轉而投靠項少龍。
- 徐海 - 少原君三大家將，被項少龍三招內殺死。

#### 軍方
- 李牧 - 戰國四大名將之首，從未嘗過敗仗，與項少龍交情甚好，曾贈與少龍名劍“血浪”。因秦趙交戰而與項少龍對敵并將其大敗於沙場。後秦大舉攻趙，在李斯反間計下，被趙王賜死。
- 廉颇 - 趙國跟李牧齊名的大將，戰國四大名將之一，乃趙國軍方另一重要支柱。後來轉投魏國，在信陵君被賜死之後又轉投楚國。
- 庞煖 - 趙國大將，太后韓晶的面首，曾統領聯軍攻秦。
- 車弼 - 趙國大將，進攻烏家堡時被項少龍兩招殺死。
- 聖義 - 趙國三聖使老大，攻守兼備型，鐵頭功 + 不死身，進攻烏家堡時殺死烏氏倮，徒手格鬥應該是本作最強。
- 聖雄 - 趙國三聖使老二，進攻型，降龍神掌無堅不摧，進攻烏家堡時被烏氏倮殺死。
- 聖勳 - 趙國三聖使老三，防守型，鐵布衫橫練刀槍不入，進攻烏家堡時被烏氏倮殺死。

#### 平民
- 嚴平 - 趙墨鉅子。多次與項少龍交手，後為項少龍所殺。
- 趙霸 - 趙氏武士行館館長，趙致的養父兼師父。
- 郭纵 - 戰國時期冶鐵大王，烏氏倮死對頭，財富可與烏家匹敵，後轉移其全部產業至楚國。
- 郭秀兒 - 郭縱之女，傾心于項少龍卻被父親許配給李園，并隨之嫁往楚國。
- 素女 - 本是身嬌玉貴的公卿之女，絕色尤物，因為爺爺開罪了趙王，被貶為官妓。對項少龍一見傾心，為了給他守節，避免被少原君羞辱而自殺。
- 婷芳氏 - 因為受原夫其他妻子的妒忌而遭陷害，被賣與陶方。陶方為了籠絡項少龍而送給了他。後病死於秦。
- 秀夷 - 白夷族第一美女。在桑林村看到項少龍的神威後為之傾心。為了跟項少龍有一夕之歡，追了三天三夜，也是提醒項少龍有馬賊會對他不利使他避過圍剿的人。
- 美蠶娘 - 住在桑林村的寡婦，是項少龍回到古代時遇到的第一個人。後嫁於鄰村的獵戶，還為他生一子。

### 魏國人物
- 魏安僖王 - 魏國國君，好男風，與信陵君不和。
- 信陵君 - 战国四公子之首。曾引誘項少龍刺殺安釐王，為人心機深沉，在魏安釐王死前被賜毒酒而死。
- 龙阳君 - 魏安釐王的男人，信陵君死對頭，魏國三大劍手之一，男同性戀，因曾被項少龍假扮的董匡所救而與之成為生死之交，但因敵國身份不得已而欺騙項少龍。
- 灰鬍 - 魏國支持的在趙境中最大的馬賊頭子，龙阳君的親信。
- 赤鬍 - 灰鬍的弟弟，可以算是項少龍回到古代後第一個單挑的對手。
- 沙宣 - 魏安釐王御前八大鐵衛之首。
- 沈良 - 魏國信陵君的御者，在信陵君死后被遣散回鄉，後被項少龍冒用其身份成為鳳菲的御者， 一道前往齐国。

### 秦國人物

#### 儲君派
- 趙盤／嬴政 - 原為趙妮之子，後因真正秦太子已死，項少龍將錯就錯，將他偽冒為秦太子，他日後登上秦国君主之位，亦即日後的秦始皇。
- 李斯 - 楚國上蔡人氏，原為呂不韋的客卿，後在項少龍的舉薦下輔佐時為儲君的嬴政，深得嬴政信賴。
- 昌平君 - 秦国貴族，後在項少龍推舉下，接替遇刺身亡的徐先成為秦國左丞相。
- 昌文君 - 秦国貴族，昌平君之弟，拜為將軍。
- 王齕 - 得高望重的軍方頭號人物，後在呂不韋設計下，不幸戰死。
- 王陵 - 得高望重的軍方頭號人物，敗於李牧后一病不起，不久病逝。
- 桓齮 - 由王翦推薦的軍事天才，負責訓練速援師。被李牧打敗後，無面目再見嬴政，避隱燕國。
- 鹿公 - 得高望重的軍方重量級人物，在得知徐先在出使途中遇刺身亡后一病不起，不久病逝。
- 徐先 - 得高望重的軍方重量級人物，後在項少龍的推舉下成為秦國左丞相。爾後在前往弔唁楚王途中，被楚國春申君派遣的第六子黄虎刺殺身亡。
- 王賁 - 王翦之子。
- 鹿丹兒 - 鹿公之孫女，後嫁予荊俊。
- 嬴盈 - 昌平君、昌文君之妹，為人任性妄為，不想輸於男子，和鹿丹兒組織起一支女兒軍，曾心儀項少龍，後因管中邪之故，嫁予秦將楊端和。
- 蒙恬、蒙武 - 秦國年輕戰將，蒙驁的兒子。
- 尉缭 - 兵法家，是秦王在後期為對付項少龍而培植的新勢力。

#### 呂不韋黨
- 吕不韦 - 秦国權臣，權傾朝野，秦始皇即位後以仲父自居，一直與項少龍為首的一幫人作對，最後死於項少龍刀下。
- 管中邪 - 吕不韦手下第一猛將，劍藝非凡，狡猾機智。項少龍的宿敵，多次與項少龍交手仍未被其殺死，被項少龍施計擒獲後放走，離開前與項少龍盡釋前嫌，並承認項少龍是他這輩子最佩服的人。
- 許商 - 呂不韋手下第二猛將，上蔡第一劍手。
- 莫傲 - 吕不韦的軍師，為人好色，狡猾機智，擅於用藥。屢次設計項少龍等人，後被項少龍等人設計所毒殺。
- 圖先 - 呂不韋的管家，表面上為吕不韦盡忠，實際上得悉其殺害自己之心而與項少龍聯合起來，暗中向項提供重要情報。
- 肖月潭 - 本為圖先下屬，精通易容之術。得悉呂不韋殺害自己之心而離開，在項少龍落難齊國時多次相助，後與項少龍等人歸隱塞北牧場。
- 呂娘蓉 - 吕不韦的女兒，後嫁給管中邪。
- 蒙骜 - 秦国的大將軍，得高望重的軍方頭號人物。敗於五國合縱后一病不起，不久病逝。

#### 嫪毐黨
- 嫪毐 - 秦国的假宦官，與朱姬通奸生子，因而倍加寵信，受封長信侯，并自稱为嬴政的“假父”。後並且谋反，事發，為嬴政處極刑。
- 朱姬 - 秦国太后，嬴政（小盤）名義上的生母，曾與嫪毐通姦生子，並曾與其子一同被送至趙國幽禁十餘年。為呂不韋當年視異人“奇貨可居”贈予為妻的政治籌碼。後與嫪毐同遭小盤毒手。
- 韓竭 - 曹秋道的四大弟子之一，韓國第一劍手，與鳳菲有一段情。

#### 二王子黨
- 楊泉君 - 秦孝文王的王后華陽夫人的弟弟，項少龍初到秦國時，秦國的左丞相，華陽夫人養子嬴異人未成為秦王前，呂不韋買通華陽夫人之姐和春申君，令兩人遊說華陽夫人，使嬴異人後來得以登基為秦莊襄王。莊襄王駕崩後，楊泉君支持次子成蟜，呂不韋初期大敵。
- 杜壁 - 秦国的一个野心家，支持成蟜王子，曾经追杀过项少龙，后来和蒲鹄勾结，在咸阳附近阴谋伏击项少龙，被项少龙带兵剿灭。
- 白飛 - 杜壁的手下。

#### 平民
- 邱日昇 - 武士行館的館長。
- 國興 - 武士行館三大教練之一。
- 伍孚 - 醉風樓店主。
- 單美美 - 醉風樓四大名妓之一，曽受呂不韋之命毒殺項少龍未遂。後與項少龍冰釋前嫌，並在其幫忙下逃到魏國成為魏王后。
- 楊豫 - 醉風樓四大名妓之一。
- 歸燕 - 醉風樓四大名妓之一。
- 白蕾 - 醉風樓四大名妓之一。

### 楚國人物
- 李嫣嫣 - 楚國太后，無論秀麗和氣質均足以與紀嫣然和琴清匹敵的美女，若論嫵媚清秀，她仍遜紀嫣然半籌，高貴典雅亦不及琴清。可是她卻有一股騷在骨子裏，楚楚動人，弱質讖纖，人見人憐的氣質。過去曾被其堂叔、堂兄性侵害而有一段悲慘的過去，對男人恨之入骨，爾後得少龍相助將手刃了把持朝正的堂叔李權、堂兄李令。在與項少龍相處的過程中對其傾心，於少龍返秦的路上邀其同駕，嫣嫣深知今日一別恐無再見之日，因此要求少龍與其同床共枕以免徒留遺憾。在秦國攻破楚國後，嫣嫣服毒自殺身亡。
- 李园 - 楚國第一劍手，本為楚國國舅（太后李嫣嫣之兄），後得項少龍相助而替代春申君成為楚國令尹。滿有才子氣質，曾打動紀嫣然的芳心，但依然敗給了吸收了2000多年古聖先賢智慧的項少龍。後來娶得冶鐵家郭縱之女郭秀兒為妻，在與少龍並肩作戰為助滇國復國以及掃除朝廷叛亂勢力時才成為至交好友。最後因為國家敵對的關係忍痛出賣少龍，但還是改變不了被滅國的命運。
- 春申君 - 楚国令尹，战国四公子之一，趙穆的父親。與田單，呂不韋均有勾結。效法吕不韦將李嫣嫣送與楚王，後被項少龍和李園合力除掉。
- 莊夫人 - 滇國王妃，華陽夫人近親，跟項少龍也有一段情，只不過兩人為了復國大業始終都沒有發生肉體關係，對少龍不因其美色而幫助她非常感激，之後對其傾心，之後在少龍相助下復國(滇國)，與少龍約定後會有期。
- 符毒 - 楚墨鉅子。

### 齊國人物

#### 皇室
- 齊襄王 - 齊國國君，本名田法章，年紀在七十左右，既矮且胖，一副沒有神氣的樣子，使人擔心他隨時會撒手歸西。
- 田單 - 齐国權臣。屢次避過項少龍及善柔的暗殺，為人好色狡猾兼之心機深沈，非常善於玩弄手段，有一個外表一樣的替身。
- 田生 - 齊國大王子，本為王位繼承人，後因小事被齊王廢黜。
- 田健 - 齊國二王子，后成為齊國王位繼承人。
- 田邦 - 田單之子。

#### 政要/軍方
- 囂魏牟 - 齊國大將，提倡要學禽獸，主張縱慾，以寧充和征勒為親衛將。雙手曾被項少龍放火燒傷。多次對項少龍進行暗殺，後因殺害滕翼全家，項少龍和滕翼聯手才勉強殺死他。
- 解子元 - 齊國一品大員，著名才子，二王子田建的陪讀侍郎，善柔的丈夫。其為人謙遜坦誠，與項少龍交好。
- 旦楚 - 田单手下第一猛将。齊國曹秋道以下，和仲孫玄華齊名的第一劍手。
- 齊雨 - 齊國的貴族少年，劍術平庸但長相俊俏，靠著長相追求趙雅、鳳菲和蘭宮媛等各國美女。

#### 平民
- 曹秋道 - 戰國末期最強的劍道大宗師，被天下人譽為“劍聖”，劍術已逹到出神入化的境界。每次比武均出手甚重，與之比劍者非死即傷。等閒之輩皆會為其氣勢所壓，根本不能在其面前站穩，多不戰而敗。曹秋道收徒極嚴，弟子中有四名最為出色，分別為邊東山、韓竭、仲孫玄華及善柔。
- 元宗 - 齊墨鉅子，墨門正宗的掌門人，故事初期於項少龍身無分文流落趙國時相識，教授項少龍墨子劍法，並傳授鉅子令。可以說，如果沒有與元宗相遇，項根本不可能取得以後的成就。
- 鄒衍 - 五德終始派始祖，紀嫣然之義父。項少龍流亡期間得他收留。
- 仲孫龍 - 田單死對頭，黑道家族，以收高利貸為生，垂涎鳳菲美色，心機深沈。
- 边东山 - 曹秋道四大弟子中，以边东山居首，接着才是仲孙玄华、韩竭和善柔。边东山最擅腾挪跳跃之术，是个第一流的刺客，一向都在田单门下办事。
- 仲孫玄華 - 曹秋道的四大弟子之一，仲孫龍之子。齊國曹秋道以下，和旦楚齊名的第一劍手。有臨淄第一劍的美譽。
- 善柔 - 曹秋道的四大弟子之一，善蘭趙致之姊。本為齊國官宦之女，家族被田單及趙穆謀害而家破人亡，被項少龍勾引而傾慕於他，兩人感情深厚。前期以刺殺田單及趙穆為生存目的，在誅殺田單替身後而不自知，離開項少龍後，嫁予解子元並育有兩子。
- 善蘭 - 善柔之妹趙致之姊，在咸陽被滕翼所救及嫁與其為妻。
- 蘭宮媛 - 三大名姬之一，外號柔骨美人，也是边东山的徒弟，曾刺殺項少龍未遂。

### 燕國人物
- 燕王喜 - 本名姬喜，是戰國時期燕國的末代君主。
- 太子丹 - 燕王喜的太子，燕国頭號人物，有一份源自於內、令從人心底信服的氣質。秦國攻破燕國後被殺。
- 荊軻 - 被太子丹派去刺殺嬴政，「圖窮匕見」的典故即來自此。
- 徐夷則 - 燕國大將。
- 尤芝 - 燕國軍師。
- 舒兒 - 燕王喜送給烏氏的燕國貴族有名美女，因燕趙戰爭中，燕國戰況失利，想以此大禮，打動烏氏的心，希望烏氏在趙王面前美言。烏氏不願，又為了籠絡項少龍，將她轉送給了項，後被趙穆和樂乘輪姦性虐待致死。

### 韓國人物
- 韓闖 - 三番四次被項少龍救回一命，為人善變及好色、奸詐狡猾。後與秦交戰，於落馬破一役中不幸戰死。
- 韩非 - 項少龍好友，後秦國入侵韓國，韓非出使秦國，受到嬴政的欣賞，遭李斯與姚賈之忌，私下誣陷韓非，將韓非禁錮，更在獄中把韓非毒死。

### 其他
- 鳳菲 - 本為宋國公主，亡國後成為天下聞名的三大名姬之首，外號玲瓏燕，與韓竭有一段情，故三番四次騙得項少龍暈頭轉向。有貼身婢女小屏兒。
- 董淑貞 - 鳳菲歌舞團的二小姐，年在二十許間，生得美貌異常，眼如點漆，非常靈活，一副精明厲害的樣子。有貼身婢女小玲姐。
- 雲娘 - 鳳菲歌舞團的樂師之首。坐在鳳菲另一邊，半老徐娘，但姿色仍在，反多了分年輕女子所欠的成熟風情，性感迷人。
- 石素芳 - 三大名姬之一，外號三絕女，集聲、色、藝三絕。

## 改編作品

### 漫畫
《尋秦記》，彩色漫畫，廖福成編繪，2006年，199期，香港。

### 電視劇
- 2001年香港無線電視劇集，由古天樂飾演項少龍，林峯、江華和宣萱主演。

### 網絡劇
- 2018年於優酷視頻首播的網絡劇，由陳翔飾演項少龍，郭曉婷和牛子藩主演。